# Клодія Пульхра Старша
Клодія Пульхра Старша (95 — 44 роки до н.е.) — давньоримська матрона, донька та дружина консулів. Через свій спосіб життя отримала презирливе прізвисько «Квадрантарія».

## Життєпис
Походила з патриціанського роду Клавдіїв. Донька Аппія Клавдія Пульхра, консула 79 року до н.е., та Цецилії Метелли. Була видана заміж за Квінта Цецилія Метелла Целера. Мала від нього дочку. Перебувала у ворожих стосунках з чоловіком й зраджувала йому. Звинувачувалася у інцесті зі своїм братом Публієм Клодієм. У 63 році до н.е. зробила спробу розлучити Цицерона з дружиною й оженити його на собі, що послужило початком ворожнечі між Цицероном та родиною Клавдіїв. У 59 році до н.е. після раптової смерті чоловіка підозрювалася в його отруєнні.
У наступні роки вела вільний спосіб життя й мала безліч коханців, в число яких входили поет Гая Валерій Катулл, який прославив її у своїх віршах під ім'ям Лесбії. Також була коханкою Марка Целія Руфа. Проти останнього Клодія інспірувала звинувачення в організації вбивства єгипетських послів та спробі себе отруїти. Целія успішно захищав Цицерон.

## Родина
- Чоловік — Квінт Цецилій Метелл Целер, консул 60 року до н.е.

Діти: 
- Цецилія Метелла